# Année héliophysique internationale

Logo de l'Année héliophyisique internationale

Pour les articles homonymes, voir AHI et IHY.
L'Année héliophysique internationale (International Heliophysical Year ou IHY) est un programme international de collaboration scientifique parrainé par les Nations unies (ONU), qui vise à comprendre les facteurs externes des environnements planétaires et les processus physiques universels aux niveaux solaire, terrestre et héliosphérique.  

## Historique
Inspirés par la philosophie et les résultats et de l'Année géophysique internationale, l'AHI est proposée par un groupe de scientifiques de la NASA pour sa réalisation au cours de 2007-2008, période qui marque le 50e anniversaire de l'AGI .